# Herbert Winter (Jurist)
Herbert Winter (* 1946 in Zürich) ist ein Schweizer Rechtsanwalt und ehemaliger Präsident des Schweizerischen Israelitischen Gemeindebunds.

## Leben
1986 eröffnete er in Zürich eine Anwaltskanzlei mit Schwerpunkt Wirtschaftsrecht. Im Mai 2008 wurde er zum Präsidenten des Schweizerischen Israelitischen Gemeindebunds (SIG) gewählt. Dieses Amt übte er bis 2020 aus. Am 18. Oktober 2020 wurde Ralph Lewin zu seinem Nachfolger bestellt. Von Januar 2011 bis Dezember 2013 war Herbert Winter zudem Präsident des Schweizerischen Rats der Religionen.
Winter ist verheiratet und Vater von vier Kindern.